# 新井海人
新井 海人（あらい かいと、1997年9月25日 - ）は、日本の俳優。

## 出演作品

### テレビドラマ
- シャル・ウィ・ダンス?〜魔女のダンス教室〜
- 天地人（登坂藤丸）
- 時々迷々(ナルヤ)

### 映画
- バカリズム THE MOVIE(セコ山役)（2012年）

### テレビアニメ
2008年
- ミチコとハッチン（ヒロシ・モレーノス）

### OVA
2008年
- ルパン三世 GREEN vs RED（少年A）

### ゲーム
2009年
- ファイナルファンタジーVII アドベントチルドレン（リックス）

2010年
- キングダム ハーツ バース バイ スリープ（カビー）

### 吹き替え
- イ・サン（パク・テス（幼少期））
- WITHOUT A TRACE/FBI 失踪者を追え!3（ケビン）
- 恐竜SFドラマ プライミーバル（ベン）
- サンタ・バディーズ 小さな5匹の大冒険（マッドバッド）
- スノー・バディーズ 小さな5匹の大冒険（マッドバッド）
- スペース・バディーズ 小さな5匹の大冒険（マッドバッド）
- スヌーピーとチャーリーブラウン(ジョー・アガテ)
- リセス 僕らのちびっこ大作戦（ガス）
- ショーツ 魔法の石大作戦（ルーギー）
- ダウト〜あるカトリック学校で〜
- ハーパーズ・アイランド 惨劇の島（幼いヘンリー・ダン）
- HACHI 約束の犬（ロニー）
- 魔法の木 ふしぎなそり（ヤツェク）
- ぼくらとおいでよ!〜ワールド・アドベンチャー〜
- 名犬ラッシー（ジョー）
- ジェイコブと海の怪物（若い乗組員）

### 舞台
- レ・ミゼラブル(2007 ガブローシュ) (2019 2021 ジョリ)
- 星の王子さま (王子)
- ニッセイ名作シリーズ　アラジンと魔法のランプ(アラジン・ダンス王子)
- ジーザス・クライスト＝スーパースター　in コンサート(アンサンブルアーティスト)初演
- 恋するブロードウェイ♪ vol.6
- MEGA Numbers (働木すぎ太)
- ISLAND SONG (クーパー)
- リトル・ゾンビガール(リク)初演
- イリュージョニスト(アンサンブル)初演
- SPY×FAMILY (アンサンブル) 初演
- 千と千尋の神隠し(湯バード・ハエドリ・蛙男・ススワタリ)初演
- Spirited Away[2]
  - 2024年日本・ロンドン公演(ハク役・アンサンブル)
- Once（MC)[3]
- 十二国記 -月の影 影の海-[4]

### その他
- ぐるぐるカーテン Type-C Disc2  伊藤万理華個人PV 「ナイフ」